# Labels or Love
"Labels or Love" là một bài hát của nữ ca sĩ người Mỹ Fergie, phát hành vào ngày 30 tháng 5 năm 2008, và là nhạc phim chính thức của bộ phim truyền hình Sex and the City (2008).

## Bối cảnh
Ca khúc là một phần nhạc nền của Sex and the City. Ca khúc được phát hành ở Brazil vào ngày 4 tháng 5 năm 2008 sau khi ra mắt độc quyền trên Jovem Pan FM, một trong những đài phát thanh lớn ở Brazil. Ca khúc phát hành chính thức ở Mỹ và Úc vào ngày 3 tháng 6 năm 2008. Ca khúc xấp vị trí thứ 28 ở bảng xếp hạng đĩa đơn ARIA Úc, và đứng vị trí thứ 20 vào tuần thứ 2 và sau đó tăng lọt lên hạng 15. Ở Anh, đĩa đơn xếp vị trí thứ 56. Ca khúc được đề cử People's Choice Awards cho hạng mục "Ca khúc nhạc phim được yêu thích", nhưng rơi vào tay Mamma Mia! của Meryl Streep.

## Danh sách bài hát
Đĩa đơn CD Úc
1. "Labels or Love" - 3:52
2. "Labels or Love" (VKZ Remix) - 4:18

Đĩa đơn Maxi Úc
1. "Labels or Love" - 3:52
2. "Labels or Love" (Instrumental) - 4:03
3. "Sex & The City" (Theme) - 1:30

## Bảng xếp hạng
| Bảng xếp hạng(2008)      | Vị trí cao nhất |
| ------------------------ | --------------- |
| Bảng xếp hạng đĩa đơn Úc | 15              |
| Ö3 Austria Top 40        | 53              |
| Canadian Hot 100         | 28              |
| Irish Singles Chart      | 28              |
| South Africa Top 40      | 7               |
| Swiss Singles Chart      | 74              |
| Turkey Top 20 Chart      | 18              |
| UK Singles Chart         | 56              |
| US Billboard Pop 100     | 89              |